# Căn cứ Phú Bài
Căn cứ Phú Bài (còn gọi là Phi trường Phú Bài và Trại Hochmuth) là căn cứ cũ của Lục quân và Thủy quân lục chiến (TQLC) Hoa Kỳ trong Chiến tranh Việt Nam, đóng ở phía nam Huế, miền Trung Việt Nam. Căn cứ sau đó được chuyển giao cho Quân lực Việt Nam Cộng hòa (QLVNCH) cho đến khi Quân đội nhân dân Việt Nam (QĐNDVN) chiếm năm 1975.

## Lịch sử

### 1962–1965
Cơ quan An ninh Quân đội Hoa Kỳ, dưới sự bảo trợ của Đơn vị Nghiên cứu Vô tuyến số 3 (RRU 3), đã thành lập cơ sở vô tuyến tại Phú Bài vào năm 1963, cách Huế 12 km về phía Đông Nam trên Quốc lộ 1. Đơn vị tác chiến sau đó được đổi tên thành Trạm nghiên cứu vô tuyến số 8 (RRFS 8).

### 1965–1967
Ngày 10 tháng 4 năm 1965, Lực lượng Đặc nhiệm Alpha thuộc Tiểu đoàn 2, Trung đoàn TQLC số 3 từ Căn cứ không quân Đà Nẵng đã đến căn cứ Phú Bài bằng trực thăng để bảo vệ khu vực này. Ngày 13 tháng 4, một phân đội gồm 10 máy bay trực thăng UH-34D từ HMM-162 được thành lập tại Phú Bài. Ngày 14 tháng 4, Tiểu đoàn đổ bộ Tiểu đoàn 3, Trung đoàn TQLC số 4 thay thế Lục lượng Alpha tại Phú Bài.:235
Cuối năm 1965, Sư đoàn 3 TQLC đặt trụ sở tại Phú Bài và ở đó cho đến cuối năm 1967 thì chuyển về Căn cứ Đông Hà.
Ngày 30 tháng 8 năm 1967, một cuộc tấn công bằng súng cối của Quân đội nhân dân Việt Nam vào căn cứ đã làm hư hại 13 máy bay trực thăng, giết chết hai kỹ sư hải quân và làm bị thương 32 lính thủy đánh bộ và kỹ sư.
Cuối tháng 11 năm 1967, căn cứ được đặt tên là Trại Hochmuth để vinh danh Bruno Hochmuth, Tư lệnh Sư đoàn 3 TQLC, người đã thiệt mạng trong một vụ nổ trực thăng ở phía bắc Huế.
Vào tháng 6 hoặc tháng 7 năm 1968, Đặc nhiệm Lục quân Hoa Kỳ thành lập Căn cứ hành quân tiền phương 1 (FOB 1) tại Phú Bài. Căn cứ được sử dụng cho đến đầu năm 1969.

### 1968
Ngày 30 và 31 tháng 1 năm 1968, căn cứ hứng chịu trận trúng đạn súng cối và rocket của Quân Giải phóng miền Nam trong khuôn khổ Sự kiện Tết Mậu Thân. Căn cứ được sử dụng để hỗ trợ lực lượng Hoa Kỳ và Quân lực Việt Nam Cộng hòa trong Trận Mậu Thân tại Huế. Lực lượng cứu trợ đầu tiên được điều động từ Phú Bài đến Khu MACV ở thành phố Huế.:9
Ngày 15 tháng 2 năm 1968, Tướng Creighton Abrams thành lập lực lượng tiền phương MACV để nắm quyền chỉ huy trực tiếp các lực lượng Hoa Kỳ ở miền bắc Quân đoàn I, lúc đó đang tham gia Trận Mậu Thân tại Huế, Chiến dịch Đường 9 – Khe Sanh và cuộc phản công Tết Mậu Thân.:140
Ngày 10 tháng 3 năm 1968, lực lượng tiền phương MACV, sau khi hoàn thiện sứ mệnh của mình, được chuyển đổi thành Bộ chỉ huy Quân đoàn và được chỉ định là Quân đoàn Lâm thời dưới sự chỉ huy của Trung tướng William B. Rosson. Rosson thực hiện quyền kiểm soát hoạt động đối với Sư đoàn 3 TQLC (Tăng cường), the Sư đoàn Kỵ binh số 1, Sư đoàn Không vận 101 (Tăng cường) và quân đoàn được giao. Quân đoàn mới cũng phối hợp chặt chẽ với Sư đoàn 1 Bộ binh QLVNCH trong vùng. Quân đoàn Lâm thời được chỉ định là Quân đoàn XXIV vào ngày 12 tháng 8 năm 1968.
Liên đoàn Công binh 45 di chuyển về phía bắc đến khu vực Phú Bài vào tháng 2 năm 1968, và đảm nhận nhiệm vụ hỗ trợ xây dựng chung cho Vùng chiến thuật Quân đoàn I. Lực lượng này sau đó ở lại khu vực Đà Nẵng cho đến khi rời Việt Nam.

### 1969–1972
Năm 1969, Bệnh viện sơ tán số 85 chuyển từ Quy Nhơn ra và đóng ở đầu phía Tây Bắc sân bay, giáp Quốc lộ 1.
Cuối năm 1969, Đại đội 101 (Sư đoàn Không vận 101) được chuyển từ Căn cứ Biên Hòa ra Phú Bài.
Ngày 20 tháng 10 năm 1972, căn cứ được bàn giao cho Việt Nam Cộng hòa.

### 1973–1975
QLVNCH vận hành Phú Bài như một căn cứ hậu cần tiền phương, và đây là sân bay duy nhất phục vụ Huế.
Tháng 9 năm 1974, trong trận Phú Lộc, sau khi đẩy quân trú phòng QLVNCH ra khỏi cao điểm Mỏ Tàu, QĐNDVN pháo kích vào căn cứ cho đến khi bị Sư đoàn 1 Bộ binh và Liên đoàn 15 Biệt động quân đẩy lùi vào ngày 11 tháng 12.

### 1975
Từ ngày 5 tháng 3 năm 1975, QĐNDVN pháo kích vào căn cứ trong Chiến dịch Huế – Đà Nẵng. Tuy nhiên, căn cứ này vẫn tiếp tục được sử dụng để tăng viện trên không cho QLVNCH, cho đến khi bị QĐNDVN chiếm vào ngày 24 tháng 3 năm 1975.

## Sử dụng hiện nay
Phi trường được chuyển đổi thành sân bay và hiện đang hoạt động với tên gọi Sân bay quốc tế Phú Bài.